# Елань (Тобольский район)
Елань — деревня в Тобольском районе Тюменской области, входит в состав Хмелевского сельского поселения.
Раньше называлась Чхзизова, упоминается в переписи деревень «Список населенных мест по сведениям 1868—1869 годов».
С 26 марта 1982 года вошла в Хмелевский сельсовет Тобольского района.

## Население
| 2010 |
| ---- |
| 72   |